# Keuria podalyriae
Keuria podalyriae är en insektsart som beskrevs av Pieter D. Theron 1988. Keuria podalyriae ingår i släktet Keuria och familjen dvärgstritar. Inga underarter finns listade i Catalogue of Life.